# グレート・ノーザン鉄道 (イギリス)
グレート・ノーザン鉄道 (グレート・ノーザンてつどう、Great Northern Railway, GNR) は1846年のロンドン&ヨーク鉄道法により設置されたイギリスの鉄道会社である。
ロンドンからヒッチン (Hitchin)、ピーターバラ、グランサム (Grantham) を経てヨークに至る幹線と、ピーターバラから分岐しボストン、リンカンを経てボウトリー (Bawtry)、ドンカスターの南に至るループ線、シェフィールドへ至る支線、ウェイクフィールドに至る支線があった。 
幹線はイーストコースト本線の一部となった。

## 歴史
1848年、まずルース (Louth) - グリムスビィ (Grimsby) 間が、翌1849年にはピータバラ - リンカン - ドンカスター間が開通した。1850年には、ロンドンはメディアン・レーン (Maiden Lane) 仮設駅からピータバラまでと、ドンカスターからアスカーン (Askern) 経由でヨークまでが開通した。最初の 75 マイルの敷設契約は J. キュビット (Cubitt) の下で技術者として働いていたトーマス・ブラッセイ (Thomas Brassey) が獲得した。1852年までにはロンドンの新ターミナルキングス・クロスからドンカスターまでの幹線が開通した。ドンカスター機関車工場 (Doncaster locomotive works) は1853年に設立された。
ピータバラ - グランサム - レットフォード直通経路は1853年に開通し、買収や他鉄道への乗り入れによって GNR はブラッドフォード、ケンブリッジ、ハリファクス、レスター、ノッティンガムまで達するようになった。1857年までにはマンチェスター・シェフィールド・アンド・リンカンシャー鉄道 (Manchester, Sheffield and Lincolnshire Railway, MSLR) との協定により GNR によるロンドン - シェフィールド - マンチェスター間の急行列車が可能となった。1858年以降は、ヒッチンからロンドンへの GNR 路線をミッドランド鉄道 (Midland Railway) も利用するようになった。こうした展開が、ロンドン・アンド・ノースウェスタン鉄道 (London and North Western Railway, LNWR) による「ユーストン・スクウェア協約」の素地となった。
1850年代末までに GNR はウェスト・ライディング (West Riding) の主要な町に到達可能となった。この地域からロンドンへの石炭輸送がもたらす利益に注目したグレート・イースタン鉄道 (Great Eastern Railway) ならびにランカシャー・アンド・ヨークシャー鉄道 (Lancashire and Yorkshire Railway) はドンカスターからリンカンシャーを経由する幹線を計画したが、それぞれ1865年および1871年に議会で否決された。GNR は本来の運行路線外での地域的な利益を追求し、1865 年に MSLR と連名でマンチェスター - リバプール経路を提案した。これは更に MSLR と MR の提携によるチェシャー鉄道委員会 (Cheshire Lines Committee, CLC) によりチェシャーならびにランカシャーまで拡張された。
1860年代を通じて急速に発展した GNR は、LNER、MR のいずれよりも急行列車を頻繁に走らせ、1873年に最高収益を記録した。パトリック・スターリング (Patrick Stirling) 設計の一動軸機関車が牽引する列車は当時世界最高速の部類であった。
しかし、1875年には、収益の増加は、閉塞信号システムとインターロッキングの導入、駅や貨物支線の改善といった投資により低下した。GNR は CLC 鉄道網ネットワークを損益分岐ぎりぎりの領域まで拡げ、LNWR と共同でノッティンガムシャーならびにレスタシャーに鉄道を敷設して更なる拡張を敢行した。1889年の MR と共同でイースタン・アンド・ミッドランド鉄道を買収し、ミッドランド・アンド・グレートノーザン連合鉄道 (Midland and Great Northern Joint Railway) として知られる鉄道網によりノーフォークの海岸へのアクセスが可能となった。
1860年にイーストコースト・ジョイントストックが成立し、GNR、ノース・イースタン鉄道 (North Eastern)、ノース・ブリティッシュ鉄道 (North British Railway) による客車の共同運用が行われる様になると、アングロ-スコティッシュ・イーストコースト路線の確立に GNR が果たす役割は確固たるものとなった。主要急行列車はキングス・クロスおよびエディンバラ・ウェイヴリーをそれぞれ午前10時に出発するダイヤで 1862年6月に走り始め、1870 年代までにはフライング・スコッツマンとして知られる様になった。GNR の列車は1870年代後半から改良・拡張され、1879年の一等食堂車の常時連結導入と1881年の列車真空ブレーキの導入は特筆に値する。
ロンドン北部の郊外開発は定期利用者の急速な増加につながった。1867年、GNR は (そもそもは競争相手を牽制する目的で) 私的投機であるエッヂウェア・ハイゲート・ロンドン鉄道 (Edgware, Highgate and London Railway) を買収した。この路線はフィンスベリー・パークからフィンチェリーを経てエッヂウェアに達し、1872 年にはハイ・バーネットまで開通した。1875年からはノース・ロンドン鉄道 (North London Railway) との相互乗り入れにより、ブロード・ストリート駅 (Broad Street) まで列車を走らせ、シティへの乗客を運んだ。ロンドン側での幹線の拡張は1890年代に完了した。
GNR の主要収益源は貨物、特に石炭であり、この扱いのためドンカスター、コルウィック (Colwick、ノッティンガム)、ニューイングランド (ピーターバラ)、ファームパーク (Ferme Park、ロンドン) に大操車場が建設された。商品輸送の分野では、GNR は制動完備貨物列車の草分けであった。
1923年の鉄道グループ化で、GNR はロンドン・アンド・ノース・イースタン鉄道の一部となった。

## レスター支線
本線上のマーフィールド (Marefield) ジャンクションとジョン・オガウント (John O'Gaunt) 及びティルトン・オン・ザ・ヒル (Tilton on the Hill) にあるティルトン (Tilton) を結び、西はレスターへと至る支線であり、以下の駅が存在した。
- ロウズビー (Lowesby)
- インガースビー (Ingarsby)
- サーンビー・アンド・スクラップトフト (Thurnby & Scraptoft)
- ハンバーストン (Humberstone)
- レスター・ベルグレイヴ・ロード (Leicester Belgrave Rd)、レスター中心部

ハンバーストンとベルグレイヴ・ロードの間でミッドランド本線を横切るが、交換設備はない。ベルグレイヴ・ロードからの定期列車は1957年に、また臨時列車も1962年に、それぞれ廃止となった。

## セント・アルバンス支線
1865 年にハットフィールド駅 (Hatfield) からセント・アルバンス(ロンドンロード)駅 (St Albans (London Road)) を経てセント・アルバンス・アビー駅 (St Albans Abbey) に至る路線が開業した。旅客営業は 1951 年に、貨物営業は 1969年に、それぞれ廃止された。その後線路は撤去され、アルバン・ウェイ (Alban Way)  と呼ばれる全長 6.5 マイルの自転車道となっている。ハットフィールドとセント・アルバンス間の公共交通はアリーヴァ・シャイアズ・アンド・エセックス (Arriva Shires & Essex) やウノ (Uno) といった地域バス会社が提供している。
支線の駅は以下の通り:
- セント・アルバンス・アビー駅 (St Albans Abbey)
- セント・アルバンス(ロンドンロード)駅 (St Albans (London Road), 1865-1964)
- 救世軍乗降場 (Salvation Army Halt, 1897 - 1951)
- ヒル・エンド駅 (Hill End, 1899-1964)
- スモールフォード駅 (Smallford, 1866-1969)
- ナスト・ハイド乗降場 (Nast Hyde Halt, 1910-1951)
- レムスフォード・ロード乗降場 (Lemsford Road Halt, 1942-1951)
- ハットフィールド駅 (Hatfield)

閉鎖駅の殆どの遺構がアルバン・ウェイ沿いに残っている。